# Zaraza macierzankowa
Zaraza macierzankowa (Orobanche alba Stephan ex Willd.) – gatunek rośliny z rodziny zarazowatych (Orobanchaceae). 

## Zasięg występowania
Występuje w Afryce Północnej (Algieria i Maroko), Azji Zachodniej (Afganistan, Turcja, Iran), na Kaukazie, w Turkmenistanie i Chinach (regiony Syczuan i Tybet) oraz w południowo-zachodniej, południowej, środkowej i wschodniej Europie, a także w Szwecji i na wyspach brytyjskich. W Polsce jest bardzo rzadka. Podano jej występowanie na niewielu stanowiskach na Wyżynie Małopolskiej, Wyżynie Lubelskiej, na Podkarpaciu i w Karpatach. W Karpatach występuje w Pieninach, Beskidzie Sądeckim i w Bieszczadach. W Pieninach opisano jej występowanie w Wąwozie Homole (1954 r.), pod Trzema Koronami (2001 r.) i na polanie Zaosice. W Beskidzie Sądeckim w 1962 roku została znaleziona w Żegiestowie nad doliną Popradu. Najwięcej stanowisk podano z Bieszczadów: Brzegi Górne, Bukowe Berdo, Przysłup, Halicz, Tarnica, Krzemień, Wyżniański Wierch, Beskid, Czeremcha, Połonina Caryńska, Zwór koło Bereżek, Moczarne, Szeroki Wierch. Podana została także z Kozińca w Paśmie Polańczyka i Dobrej w paśmie Chwaniowa (Góry Sanocko-Turczańskie).

## Morfologia

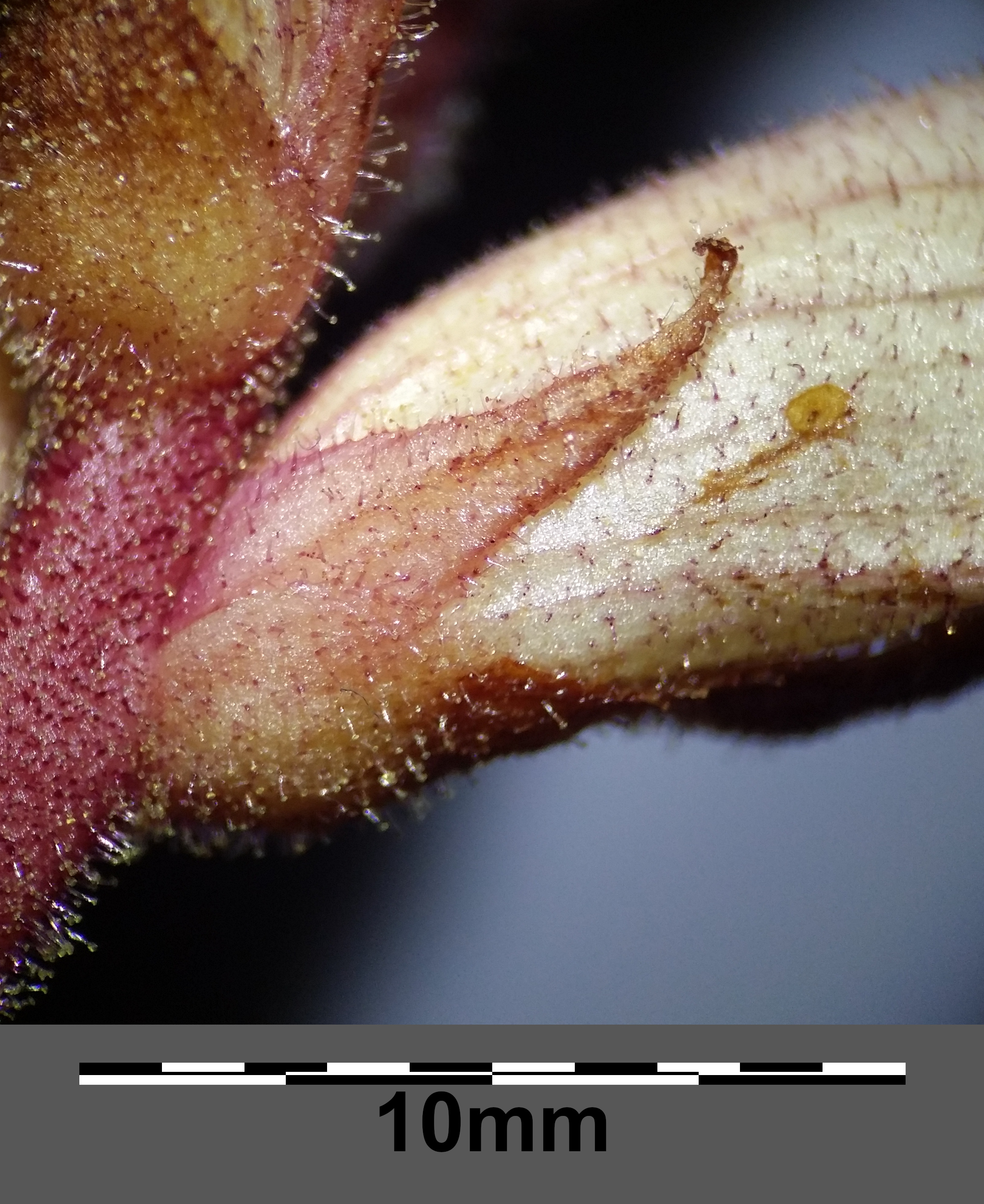
Kielich i nasada korony

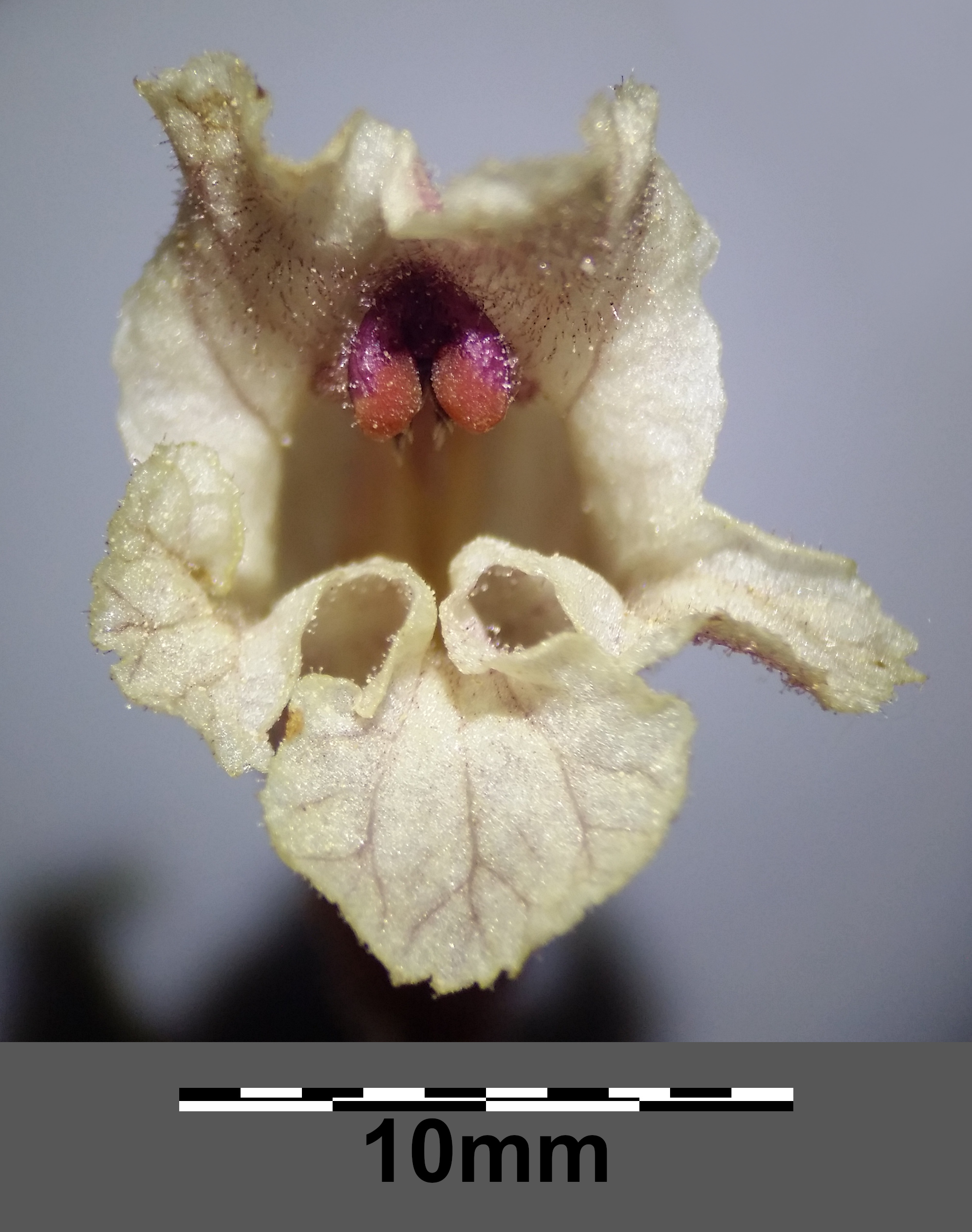
Korona od przodu i znamię słupka

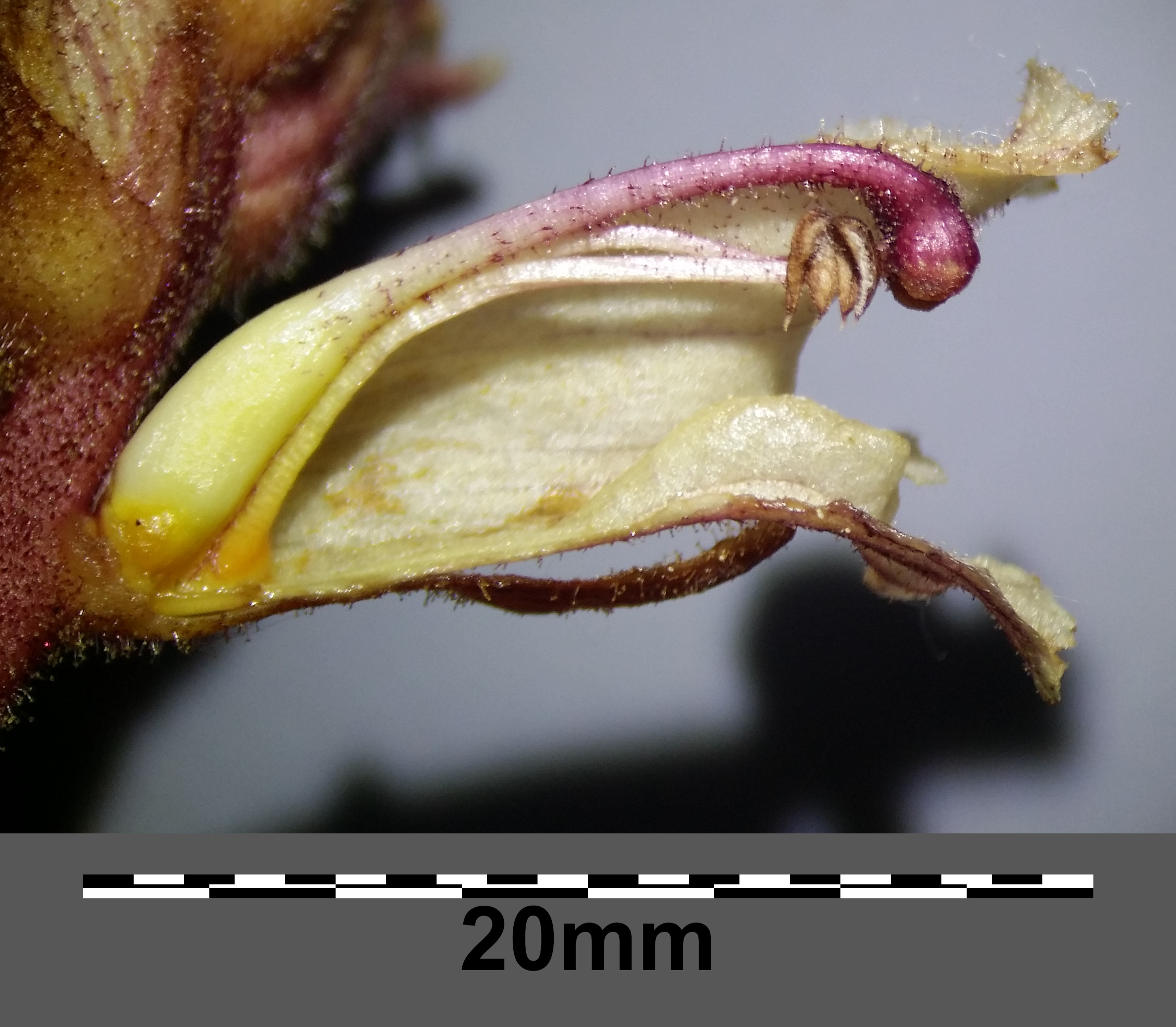
Słupek i pręciki wewnątrz kwiatu

ŁodygaWzniesiona, pojedyncza, gruba i mięsista, o wysokości 10–70 cm. Dołem zgrubiała. Jest gruczołowato owłosiona i przeważnie ma czerwonobrunatny kolor.
LiściePrzekształcone w bezzieleniowe łuski, w dolnej części łodygi liczne, w górnej rzadkie.
KwiatyKwiaty grzbieciste, siedzące, bez podkwiatków. Podłużnie jajowate lub lancetowate łatki kielicha są wolne i zazwyczaj tak długie, jak rurka korony, czasami tylko nieco dłuższe. Mają 1–3 wyraźne nerwy, które po wyschnięciu brunatnieją. Korona ma kolor biały lub jasnożółty z czerwono nabiegłymi brzegami i długość 10–28 mm. Łatki na wardze dolnej są ząbkowane, na górnej odstające. Sama zaś korona jest na grzbietowej krawędzi nieco zagięta, nad wargą górną nieco załamana, a na szczycie zwrócona w górę. Górna część korony wygląda jak kropkowana, a to przez to, że pokryta jest fioletowymi lub purpurowymi gruczołkami, które często osadzone są na trzonku. Pręciki wyrastają 1–2 mm powyżej nasady korony. W dolnej części są owłosione, wyżej obficie pokryte gruczołami. Słupek jest również obficie ogruczolony, a jego znamiona mają purpurowy kolor.

## Biologia i ekologia
Bylina, geofit. Kwitnie od maja do sierpnia. Jest rośliną bezzieleniową i, jak wszystkie zarazy, pasożytem. Jej żywicielami są rośliny z rodzaju macierzanka oraz inne z rodziny jasnotowatych, m.in. klinopodium pospolite i lebiodka pospolita. W Karpatach rośnie na suchych i słonecznych zboczach na kserotermicznych murawach, suchych łąkach i pastwiskach, na połoninach, w świetlistych zaroślach oraz w szczelinach skał i na półkach skalnych. Preferuje podłoże wapienne. W Bieszczadach rośnie po najwyższe szczyty. Liczba chromosomów 2n = 38.

## Zagrożenia i ochrona
W latach 2004–2014 roślina była objęta w Polsce ścisłą ochroną, od 2014 roku podlega częściowej ochronie gatunkowej. Duża część jej stanowisk znajduje się na chronionych obszarach parków narodowych. Te, które znajdują się w naturalnych zbiorowiskach, można uznać za niezagrożone, jednakże te, które znajdują się na siedliskach półnaturalnych (polany, łąki, pastwiska itp.) są zagrożone przez sukcesję wtórną. W tych przypadkach należy stosować ochronę czynną: usuwanie zadrzewień i koszenie. Gatunek umieszczony na polskiej czerwonej liście w kategorii VU (narażony).